# Donald Keyhoe
Donald Edward Keyhoe, né le 20 juin 1897 à Ottumwa dans l'Iowa et mort le 29 novembre 1988 à New Market en Virginie, est un aviateur de la marine du Corps des marines américains,,,. Il a rédigé de nombreux articles et nouvelles sur l’aviation dans diverses publications de premier plan, et dirigé les tournées promotionnelles des pionniers de l’aviation, notamment de Charles Lindbergh.
Dans les années 1950, il devint célèbre en publiant des enquêtes sur les « soucoupes volantes » ou ovnis. Il devint très populaire en affirmant que le gouvernement des États-Unis dissimulait ce qu'il savait sur cette énigme. Jerome Clark écrivit que « Keyhoe était de loin le chef de file du domaine » de l'ufologie des années 1950 au milieu des années 1960.

## Jeunesse et carrière
Keyhoe est né et a grandi à Ottumwa, Iowa. Après avoir obtenu son baccalauréat en sciences de l'Académie navale d'Annapolis en 1919, il fut nommé sous-lieutenant du corps des marines des États-Unis.
En 1922, il fut blessé lors d'un accident d'avion à Guam. Pendant sa convalescence, Keyhoe a commencé à écrire pour le plaisir, sa blessure ne guérissant pas, il fut contraint de quitter l'uniforme des Marines en 1923. Il a ensuite travaillé pour le U.S. National Geodetic Survey et le département du Commerce des États-Unis. Keyhoe reprit le service actif au cours de la Seconde Guerre mondiale dans une division de formation de l'aviation navale avant de prendre sa retraite au grade de major.
En 1927, Keyhoe a organisé la très médiatique tournée de Charles Lindbergh. Ce fut la source d'inspiration de son premier livre, Flying With Lindbergh, qui connut rapidement un vif succès et qui l’amena à entamer sa carrière d'écrivain indépendant. De nombreux articles et récits de fiction de Keyhoe (principalement liés à l'aviation) apparaissent dans diverses publications de premier plan.

## Auteur

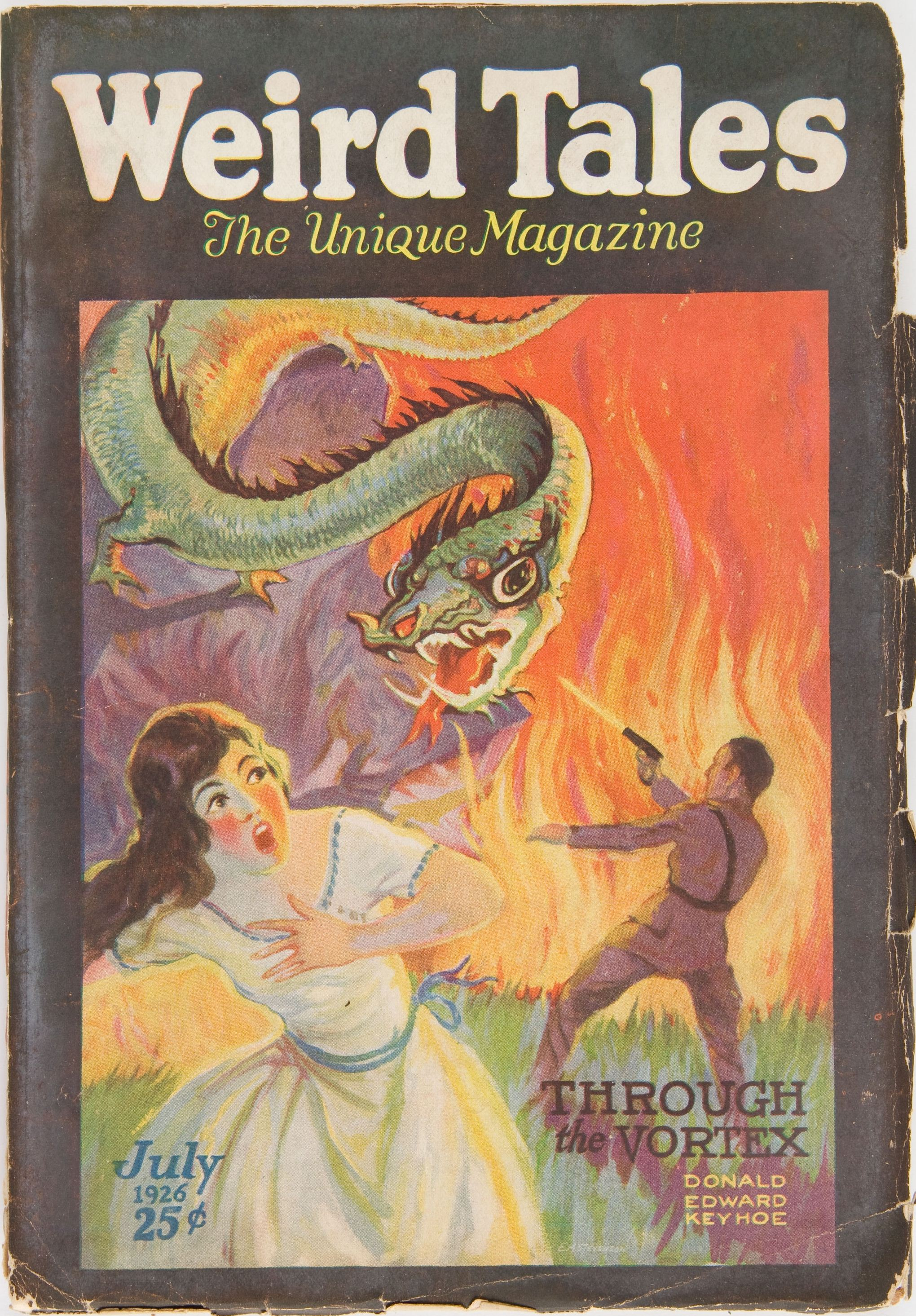
« À travers le vortex » de Keyhoe était la couverture de Weird Tales de juillet 1926.

Au moment où ses livres sur les ovnis sont parus, Keyhoe était déjà un auteur bien établi, avec de nombreuses apparitions dans les magazines pulp des années 1920 et 1930. Quatre de ses nouvelles ont été publiées dans Weird Tales, l’une des plus prestigieuses publications : « The Grim Passenger » (1925), « Le mystère sous les mers » (1926), « Through the Vortex » (1926) et « Le maître du destin » (1927). Il a également produit le roman principal des trois numéros d'un magazine éphémère intitulé Dr. Yen Sin (en) : « Le Mystère de l'ombre du dragon » (mai/juin 1936), « Le Mystère du crâne doré » (juillet/août 1936) et « Le Mystère des momies chanteuses » (septembre/octobre 1936). Le médecin était opposé à un héros incapable de dormir.
Keyhoe a écrit un certain nombre d'histoires d'aventures aériennes pour Flying Aces (en) et d'autres magazines et a créé deux super-héros plus grands que nature dans ce genre. Le premier d'entre eux était le capitaine Philip Strange, appelé « Le Diable du Cerveau » et « L'as fantôme de G-2 ». Le capitaine Strange était un officier des services de renseignement américain pendant la Première Guerre mondiale. Il était doté de perception extrasensorielle et d'autres pouvoirs mentaux. Son existence s'est perpétuée au-delà des récits de Keyhoe en tant que membre mineur de l'univers de Wold Newton.
L'autre as « surpuissant » de Keyhoe était Richard Knight, ancien combattant de la Première Guerre mondiale aveuglé au combat mais qui avait acquis une capacité surnaturelle à voir dans le noir. Knight apparaît dans de nombreuses aventures se déroulant dans les années 1930 (au moment de leur rédaction).
Keyhoe a aussi écrit les séries « Eric Trent » dans Flying Aces et « The Vanished Legion » dans Dare-Devil Aces, ainsi que deux longues séries : « The Devil Dog Squadron » dans Sky Birds et « The Jailbird Flight » dans Battle Aces.
Beaucoup d'histoires de Keyhoe pour les pulps étaient de la science-fiction ou de Weird Fantasy, ou contenaient une mesure significative de ces éléments - un fait qui n'a pas été oublié par les critiques de ses livres ultérieurs sur les ovnis.
Il était également pigiste pour The Saturday Evening Post, The Nation et Reader's Digest.

## Les soucoupes volantes sont réelles

Dessin d'ovni de Kenneth Arnold (12 juillet 1947).

Après le rapport par Kenneth Arnold d’objets aériens étranges et rapides en juin 1947, Keyhoe s'intéressa aux « disques volants », et il suivit le sujet, malgré son scepticisme initial.
La revue True tentait d'interroger les responsables du dossier ovni, sans grand succès. Vers mai 1949, après que l’US Air Force eut publié des informations contradictoires sur les soucoupes, son rédacteur en chef Ken Purdy se tourna vers Keyhoe, qui avait écrit pour le magazine, mais qui, surtout, était un relais d'opinions ayant de nombreux amis et contacts au sein de l'armée et du Pentagone.
Après quelques investigations, Keyhoe fut convaincu que les soucoupes volantes étaient réelles, tandis que leurs évolutions en vol, leurs accélérations et leur technologie étaient en avance sur celles qui existaient sur Terre. Keyhoe fut convaincu que ces engins étaient le produit d'intelligences extra-terrestres et que le gouvernement américain tentait de cacher ce fait. Ces conclusions reposaient sur les réponses qu'il avait obtenues en interrogeant différents responsables chargés du dossier ovni. On lui a dit qu'il n'y avait rien sur le sujet, mais on lui a simultanément refusé l'accès aux documents relatifs aux soucoupes.
L'article de Keyhoe « Les soucoupes volantes sont réelles » a été publié dans le numéro de janvier 1950 de True (publié le 26 décembre 1949) et il a fait sensation. Bien que ces chiffres soient toujours difficiles à vérifier, le capitaine Edward J. Ruppelt, surtout connu pour avoir participé au Projet Blue Book, a déclaré qu'"il est dit, parmi les éditeurs de magazines, que l'article de Don Keyhoe dans True est l'un des articles de magazines les plus lus et les plus discutés dans l'histoire."
Capitalisant sur l'intérêt, Keyhoe développa l'article dans un livre, The Flying Saucers Are Real (1950) ; il s'est vendu à plus d'un demi million d'exemplaires en format de poche. Il a fait valoir que l'armée de l'air savait que les soucoupes volantes étaient extraterrestres, mais a minimisé l'importance des rapports pour éviter la panique publique. De l'avis de Keyhoe, les aliens - peu importe leurs origines ou leurs intentions - ne semblaient pas hostiles, et avaient probablement surveillé la Terre pendant deux cents ans ou plus, bien que Keyhoe a écrit que leur « observation a soudainement augmenté en 1947, suite à la série d'explosions de bombe A en 1945. » Le Dr Michael D. Swords (en) a qualifié le livre de « compte rendu sensationnel mais précis sur le sujet ». (Swords, p. 100) Boucher et McComas l'ont trouvé « convaincant, intelligent et persuasif ».
Keyhoe a écrit plusieurs autres livres sur les ovnis. Flying Saucers from Outer Space (Holt, 1953) est peut-être le plus impressionnant, car il repose en grande partie sur des entretiens et des rapports officiels validés par la Force aérienne. Le livre incluait une quatrième de couverture d'Albert M. Chop, attaché de presse du Pentagone dans l'Armée de l'Air, qui caractérisait Keyhoe comme un « journaliste juste et responsable » et exprimait en outre une approbation réservée aux arguments de Keyhoe en faveur de l'hypothèse extraterrestre. Ces affirmations ne font que cimenter la conviction de certains observateurs que les messages contradictoires de la Force aérienne sur les ovnis étaient dus à une dissimulation.
Carl Jung a fait valoir que les deux premiers livres de Keyhoe étaient « basés sur du matériel officiel et évitaient soigneusement les spéculations sauvages, la naïveté ou les préjugés d'autres publications d'ovnis ».
D'autres sont en désaccord avec les évaluations de Keyhoe. Edward J. Ruppelt, dans son livre de 1956, écrivait que « l'armée de l'air n'essayait pas de dissimuler » et déclarait que « le problème était traité avec une confusion organisée ».
Ruppelt écrit que les faits sont généralement bien résumés par Keyhoe, mais que son interprétation est une autre question. Il estime que Keyhoe était souvent sensationnaliste, et l'accuse de « lire dans les pensées » de lui-même et d'autres agents. Pourtant, Keyhoe cite des conversations avec Ruppelt dans des livres ultérieurs.

## L'ère du NICAP
En 1956, Keyhoe fut l'un des fondateurs du National Investigations Committee On Aerial Phenomena (NICAP), avec des personnalités éminentes dans les domaines du monde professionnel, militaire ou scientifique. Cela conférait au conseil d’administration une légitimité qui n'existait pas dans les autres clubs d'ufologie. Le NICAP a publié un bulletin d'information, The UFO Investigator, destiné à tous ses membres. Bien que le bulletin soit destiné à être publié sur une base mensuelle régulière, en raison de problèmes financiers, il était souvent diffusé de manière plus erratique. Par exemple, en 1958, quatre numéros ont été publiés, mais seulement deux numéros ont été publiés en 1959.
Le fondateur du NICAP, Thomas Townsend Brown, a été évincé de ses fonctions de directeur début 1957, après avoir été accusé à plusieurs reprises d’inaptitude financière. Keyhoe l'a remplacé ; il ne maîtrisait guère mieux les finances de NICAP, et l'organisation a souvent été confrontée à des déficits et à des crises financières tout au long des douze années passées à la direction de Keyhoe. Malgré ces déboires le NICAP resta un groupe de recherches influent dans le thème des ovnis, de la fin des années 1950 jusqu'à la fin des années 1960.
Avec Keyhoe à sa tête, le NICAP a insisté pour que les audiences et les enquêtes du Congrès soient menées sur les ovnis. Ils ont attiré l'attention des médias et du grand public (le nombre de membres du NICAP a atteint un sommet d'environ 15 000 au début et au milieu des années 1960), mais l'intérêt des représentants du gouvernement a été très limité.
Toutefois, le projet Blue Book de la Force aérienne a suscité de plus en plus de critiques. À la suite d'une vague de rapports d'ovnis largement diffusée en 1966, le NICAP faisait partie des chœurs qui ont appelé à une enquête scientifique indépendante sur les ovnis. Le comité Condon a été formé à l’Université du Colorado dans cet objectif, bien qu’il se soit rapidement embourbé dans des conflits internes et plus tard, dans une controverse. Keyhoe a rendu public le soi-disant "Trick Memo", un mémorandum embarrassant écrit par le coordinateur du Comité Condon, qui semblait suggérer que le Comité, apparemment objectif et neutre, avait décidé de mener une opération de démystification bien avant même de commencer ses études.

## Apparitions à la télévision
Le 22 janvier 1958, Keyhoe a participé à une émission télévisée en direct dans le Armstrong Circle Theatre, une série télévisée américaine d'anthologies dramatiques diffusée de 1950 à 1957 sur NBC, puis jusqu'en 1963 sur CBS, pour parler des ovnis. Keyhoe a déclaré que le Comité permanent (Congrès des États-Unis) était en train d'évaluer des preuves pour lesquelles il serait « prouvé de manière absolue que les ovnis sont des machines sous contrôle intelligent ». Cependant, CBS a arrêté la partie audio de la diffusion en direct. Herbert A. Carlborg, directeur de la rédaction chez CBS, a déclaré « ce programme avait été soigneusement effacé pour des raisons de sécurité ».
Le 8 mars 1958, Keyhoe est apparu lors de l’interview de Mike Wallace sur ABC et il a parlé de soucoupes volantes, et des personnes contactées. Il a en outre donné des détails relatifs à la censure qui sévissait au Armstrong Circle Theatre, qu’il imputait à une pression de la Force aérienne plutôt qu’à CBS,.

## Les dernières années de sa vie
Les effectifs du NICAP ont chuté à la fin des années 1960 et Keyhoe a été blâmé pour le déclin de l'organisation. Certains membres du NICAP l'ont accusé d'avoir géré avec incompétence les finances et le personnel, et d'être trop autoritaire dans sa direction. En juillet 1969, le NICAP était au bord de la faillite et Keyhoe fut contraint de licencier cinq de ses neuf employés. En outre, The UFO Investigator, le bulletin d’information de l’organisation, qui était édité et publié par Keyhoe, est passé d’une périodicité mensuelle fiable (au milieu des années 1960) à un calendrier de livraison de plus en plus erratique et peu fiable, ce qui a mis en colère de nombreux abonnés du NICAP.
En 1969, Keyhoe se détourna de l'armée pour se concentrer sur la CIA en tant que source de la dissimulation d'ovnis. Toutefois, le conseil des gouverneurs du NICAP, dirigé par le colonel Joseph Bryan III, a enquêté sur les finances du NICAP et a constaté que les cotisations de sécurité sociale avaient été retenues sur le salaire des employés, mais n'avaient pas été déclarées au gouvernement, et que certains membres du NICAP n'avaient pas payé leur cotisation annuelle depuis des années, mais recevaient toujours des copies de The UFO Investigator et jouissaient de tous les droits d’adhésion au NICAP. En décembre 1969, lors d’une « réunion houleuse », le conseil d’administration a contraint Keyhoe à quitter son poste de chef du NICAP. Le colonel Bryan est devenu le nouveau directeur. Sous sa direction, le NICAP a dissous ses groupes affiliés locaux et régionaux et, en 1973, il disparut complètement.
En 1973, Keyhoe a écrit son dernier livre sur les ovnis, Aliens from Space. Il a promu « Operation Lure », un plan visant à inciter les extraterrestres à atterrir sur Terre, et a décrit les problèmes rencontrés par Keyhoe pour se renseigner auprès d'agents gouvernementaux.
Excepté ce livre, Keyhoe avait peu de contact avec l'ufologie alors qu'il prenait sa retraite. Cependant, il a parlé lors de plusieurs conférences sur les ovnis après son éviction du NICAP. En 1981, il a rejoint le conseil d’administration du MUFON, mais sa participation était symbolique, en raison de sa santé déclinante, et il n’avait que peu de relations avec l’organisation. Donald Keyhoe est mort en 1988 à l'âge de 91 ans et il a été enterré au cimetière Green Hill à Luray (Virginie), en Virginie.

## Livres
- Flying with Lindbergh, 2003 (reprint), Kessinger Publishing,  (ISBN 0-7661-4294-9)
- The Flying Saucers Are Real (1950), 2006 (reprint), Cosimo Classics,  (ISBN 1-59605-877-3)
- Flying Saucers from Outer Space (1953), Henry Holt and Company, NY
- The Flying Saucer Conspiracy, 1955, Henry Holt and Company, NY
- Flying Saucers: Top Secret, 1960, G.P. Putnam & Sons, ASIN B000EB427C
- Aliens from Space: The Real Story of Unidentified Flying Objects, 1973, Signet Press, ASIN B000HYOMMG
- The Vanished Legion, 2011 (reprint), Age of Aces,  (ISBN 0-9820950-6-6)
- Captain Philip Strange: Strange War, 2011 (reprint), Age of Aces,  (ISBN 0-9820950-8-2)
- The Complete Adventures of Richard Knight Volume 1, 2011 (reprint), Altus Press,  (ISBN 1-6182700-7-9)
- The Complete Adventures of Richard Knight Volume 2, 2017 (reprint), Altus Press,
- Captain Philip Strange: Strange Enemies, 2012 (reprint), Age of Aces,  (ISBN 0-9820950-9-0)
- Captain Philip Strange: Strange Operators, 2014 (reprint), Age of Aces,  (ISBN 978-1-937590-02-4)
- The Complete Adventures of Eric Trent, Volume 1, 2016 (reprint), ALtus Press,  (ISBN 9781618272829)
- Captain Philip Strange: Strange Spectres, 2016 (reprint), Age of Aces,  (ISBN 978-1-937590-08-6)
- The Jailbird Flight: Dead Man’s Drome, 2015 (reprint), Age of Aces,  (ISBN 978-1-937590-04-8)